# Marie-Therese Rotter
Marie-Therese Rotter (* 3. Dezember 1987 in Schweinfurt) ist eine deutsche Curlerin. Sie spielt zurzeit im Team Schöpp auf der Position des Lead beim SC Riessersee.

## Teammitglieder
- Andrea Schöpp (Skip)
- Monika Wagner (Third)
- Anna Hartelt (Second)
- Mélanie Robillard (Alternate)

## Erfolge
- 3. Platz Europameisterschaft-Mix 2007
- 2007: Deutscher Meister Mixed